# Westel 900
A Westel 900 GSM Mobil Távközlési Rt. az egyik első magyar GSM szolgáltató volt. A céget 1993-ban alapította a Matáv, US West és a Westel Rádiótelefon Kft. 2000–2004 között Westel Mobil Távközlési Rt., 2004–2006 között T-Mobile Magyarország Távközlési Rt. néven működött. A cég a Westel Rádiótelefon Kft. tapasztalatait és infrastruktúráját felhasználva kezdett működni. 2006-ban beolvadt a Magyar Telekom Nyrt.-be.

## Cégtörténet évszámokban

### Előzmények
Magyarországon a mobiltelefonos szolgáltatás a Westel Rádiótelefon Kft. (Westel 0660) megalakulásával kezdődött 1989. december 4-én, a Magyar Postából akkor önállósult Magyar Távközlési Vállalat (51%) és a US West (49%) vegyesvállalataként. 1990. október 15-én Magyarország első mobiltelefon szolgáltatója Közép-Európában elsőként kezdte meg a mobiltelefon-szolgáltatás nyújtását. A cég NMT 450 (Nordic Mobile Telephony) rendszerű, analóg rádiótelefon-szolgáltatást nyújtott a 450 MHz-es frekvenciatartományban. (Titkosítás híján könnyedén le lehetett hallgatni a vonalakat. [forrás?]) Kezdetben három bázisállomással és egy önálló digitális központtal csak Budapest, a Balaton környéke és a telefonellátottságban elmaradottabb keleti országrészben volt lefedettségük. A cég hamar sikeressé vált, három héten belül 15 ezer előfizetőt gyűjtöttek. A hálózat 2003. június 30-ig működött.

### 1993–1994
A cégalapítás 1993-ban kezdődött, Westel 900 GSM Mobil Távközlési Rt. néven. Az alapító okiratot 1993. október 27-én írta alá a három tulajdonos, a 45,9%-ban részesedő Matáv, a 44,1%-ban részesedő US West és a 10%-os tulajdonjogú Westel Rádiótelefon Kft. A Westel 900, valamint a konkurens Pannon GSM a Közlekedési, Hírközlési és Vízügyi Minisztériummal 15 évre szóló koncessziós szerződést kötött, digitális 900 MHz-es GSM szabványú mobil távközlési hálózatok üzemeltetésére. A Társaság 1993 decemberében csatlakozott a GSM MoU Associationhoz, a GSM Szolgáltatók Nemzetközi Szervezetéhez. A Westel 900 néven piacra lépő vállalat igazgatójává Sugár Andrást nevezték ki, aki egy kicsi, de dinamikus csapattal kezdte el a mobilszolgáltató felépítését. A cég marketing- és értékesítési igazgatója Chris Mattheisen volt, a későbbi Telekom vezér. 1994 februárjában, a területi koncessziós pályázat eredményének kihirdetése után létrejöttek a helyi koncessziós társaságok.
1994. március 31-én megtörtént a kereskedelmi szolgáltatás bevezetése a Westel 900-ban. Budapesten és Kecskeméten kezdődött meg először, majd ezt követően a cég a Balaton térségében, majd az autópályák menti területeken folytatta a fejlesztést. Előfizetőinek száma gyorsan növekedett. Hálózata a kedvező kiindulási feltételeknek és az óriási ráfordításoknak köszönhetően rövid idő alatt az ország jelentős részén lehetővé tette a GSM-telefonok használatát.

### 1995–1996
Októberben legújabb értéknövelő szolgáltatásként a cég elindította a GSM Távirat szolgáltatást (SMS), és a hangpostásnál fejlettebb Postamester szolgáltatást, a datafax szolgáltatást és a faxpostást.
A cég tudatos PR és reklámtevékenységet folytat, ezt bizonyítja a Kapcsolat napján, a 0630-as előhívóhoz kapcsolódva, 1996. június 30-án elindított új promóció is, mely a biztonságos autóvezetés érdekében zajlott. Június 30 az első Kapcsolat koncert napja, mely azóta a T-Mobile hagyományos programjává vált. Decemberben a Mikulás promóció elindítása, mellyel elsőként a mobilszolgáltatók közül hatalmas eredményt értek el az ügyfélkör bővítése terén. Szeptemberre az előfizetők száma elérte a 200.000-et. A fővárosban új üzleteket nyitottak három bevásárlóközpontban, a Duna Plázában, a Pólus Centerben és az Európarkban. November 1-től új szolgáltatásokat vehettek igénybe az ügyfelek, konferenciabeszélgetés, internet, belföldi kék és zöldszám, céginformációs szolgáltatás.
1996 novemberében az Info99 kiállításon Magyarországon addig egyedülálló szolgáltatást mutatott be demonstrációs jelleggel a Westel 900 Rt. Az Európában SIM Tool Kitként ismert szolgáltatás olyan újfajta SIM-kártyára épül, ami a megszokott funkciók mellett (telefonszámok és GSM táviratok tárolása) lehetővé teszi egyetlen gombnyomással a Westel 900 szolgáltatásainak gyors elérését. A Menüász egyszerűbbé tette, hogy az információk hozzáférése melyeket a SIM kártyán eltárolva tarthattak az előfizetők, könnyen előhívhatóak lehessenek. Ekkor mutatták be a Webtel szolgáltatást is, melyet az internetező mobilosok a Westel 900 internetszámán (3630-9-301-301) keresztül érhettek el és egy új weboldalon a Megapress 900 és a Hangposta szolgáltatást is igénybe vehették. A Megapress érdekes információit, (horoszkóp, időjárás, sport, szerencsejáték, stb.) már nemcsak hangban, hanem GSM távirat formájában is megkaphatták az ügyfelek.

### 1997–1998
A Westel folyamatosan bővítette akcióit és több hasznos szolgáltatást vezetett be. (Audiotext, előfizetői WWW oldalak, SMS-küldés e-mail címre). Szeptemberben kiadták a Társaság magazint, ami eleinte kéthavonta jelent meg.
Július 1-jével a vidéki Westel 450-es irodák a Westel 900 tulajdonába kerültek, így év végére 5 budapesti és 18 vidéki értékesítési, szerviz és ügyfélszolgálati iroda állt a lakosság rendelkezésére.
Decemberben megjelent a Domino névre keresztelt, első magyar újratölthető mobil egységkártya, melyet előre lehetett fizetni. A Westel ügyfeleinek nagy része, 38 százaléka budapesti volt, de a vidéki előfizetők aránya tovább nőtt. Év végére az ügyfelek száma elérte a 363 ezret.

### 1999–2000
1999-ben a legkiemelkedőbb teljesítmény az SMS és a hangposta szolgáltatás ugrásszerű elterjedése volt. Az 1999-es évben a Vállalat piaca már 1,1 milliós volt.
1999. október 8-án a Westel 900 aláírja a koncessziós szerződést. Az 1999-es Budapesti Nemzetközi Vásáron a vállalat bemutatta legújabb fejlesztésű szolgáltatását az "elektronikuslevél-felolvasót", ahogy a Westel 900-nál elnevezték a "Mail-mondó - szolgáltatást". Ezt a szolgáltatást a BME távközlési és telematikai tanszékének munkatársaival együtt fejlesztettek ki, és a BNV Westel 900 kiállítási standjának látogatói ki is próbálhatták a kiállítás alatt. 2000 első félévében már 1,9 millióra nő az ügyfélszám a még mindössze 40%-os telítettségű mobil előfizetői piacon.. A Westel 900 módosítja a nevét Westelre.

### 2001–2002
A Westel elsőként indította be a WAP-szolgáltatást, és az internetes online ügyfélszolgálatot. A Westel+Press SMS szolgáltatással az ügyfelek a legújabb hírekhez jutottak hozzá, mielőtt még azok a lapokban megjelentek volna.

### 2003–2004
A csomagkapcsolt átviteli mód, GPRS és a Mobil Multimédia éve.
Áprilisban a világ GSM-szolgáltatói közül elsőként indította el a teljes körű MMS-szolgáltatást, így az ügyfelek egy alkalmas mobiltelefonnal akár színes fényképeket és hangokat is küldhettek.
2004. május 3-án a Westel 900 GSM Mobil Távközlési Rt.-t átnevezték és ettől kezdve T-Mobile Magyarország Távközlési Rt. néven működött egészen 2006. március 1-ig. Ezután, mint T-Mobile a Magyar Telekom önálló ágazata lett.

## Westel-vezérek

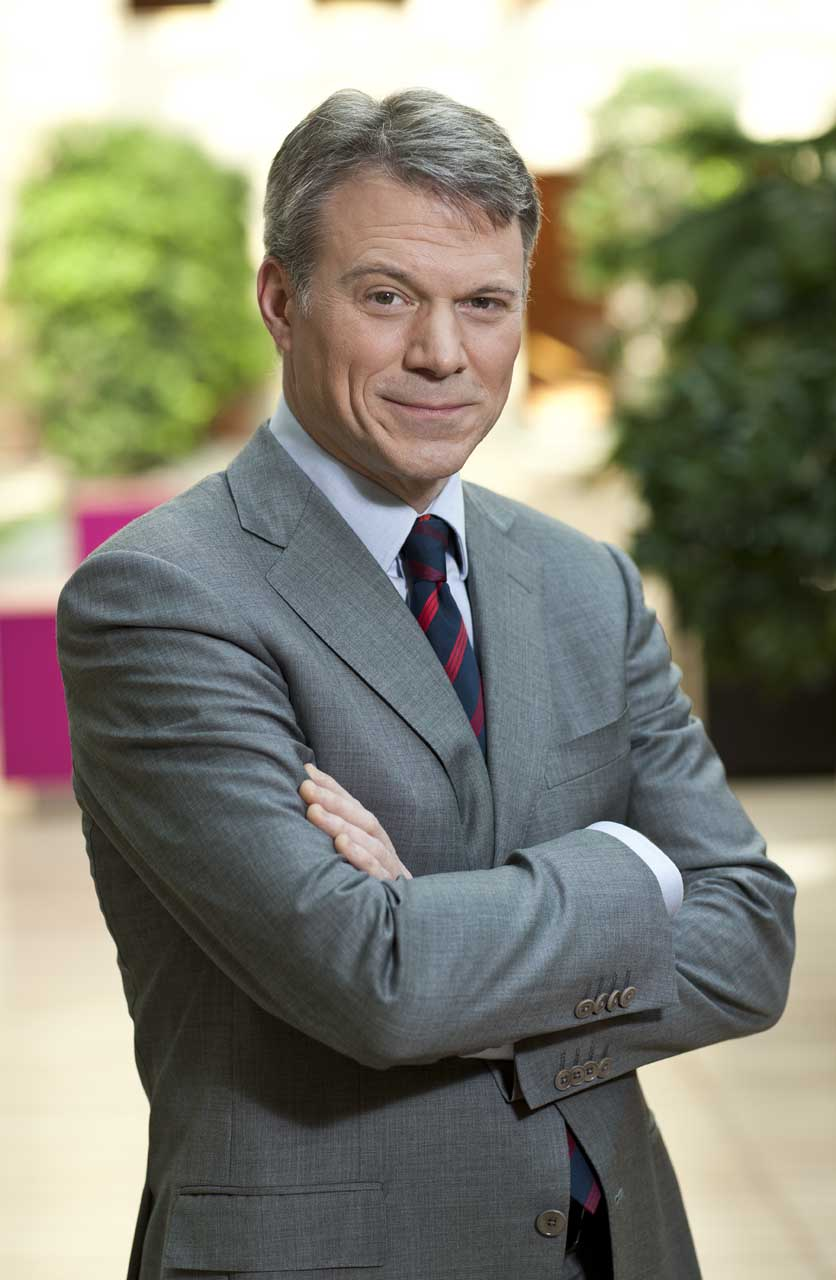
Christopher Mattheisen 1993–1996
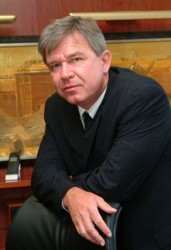
Winkler János 1992–2004
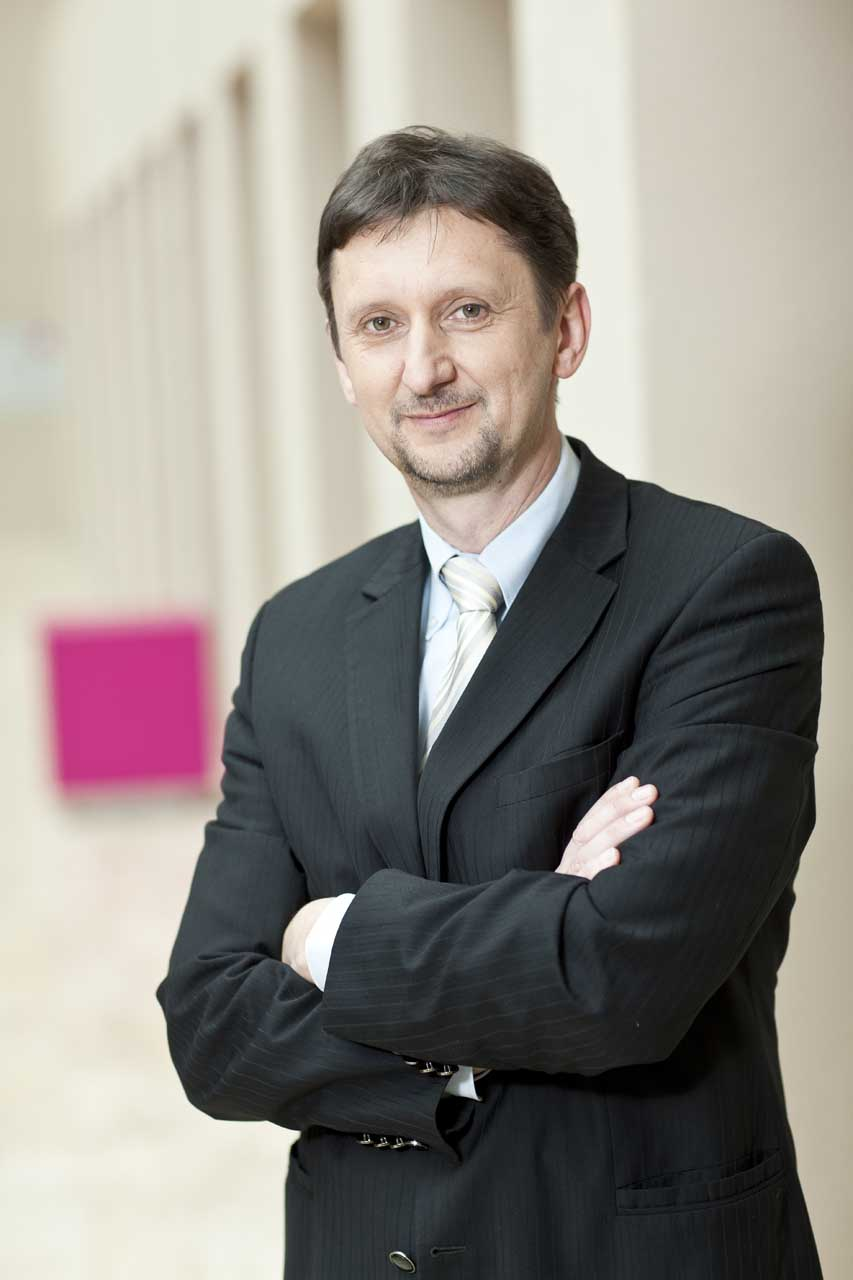
Maradi István üzemeltetési igazgató 1989–2001

## Díjak
- ISO 9001 Minősítés, (1995).
- Nemzeti Minőségi Díj, (1996).
- Európai Marshall Díj, (1998).
- Magyar Innovációs Díj, (1999).
- Business Central Europe - A legjobb Magyar Vállalat, (2000).
- Szféra Díj, (2001).
- Üzleti Etikai Díj, (2001).
- Aschner Lipót Díj, (2001).
- Kristálykorona Díj, (2001).
- ISO 14001 Tanúsítvány, (2001).
- Dale Carnegie Vezetői Minőségi Díj, (2001).
- Top Team Award - a Deutsche Telekom legjobb leányvállalata, (2001).
- Európai Minőségi Díj, (2001).
- A legmegbízhatóbb mobilszolgáltató - Reader's Digest, (2002).
- Az év infokommunikációs üzleti alkotása Díj, (2002).
- A legmegbízhatóbb mobilszolgáltató - Reader's Digest, (2003).
- Az év legjobb 200 vállalata, (2003).
- Az év legjobb munkahelye, (2004).